# Tatarenmeldung
Tatarenmeldung ist ein Begriff aus dem Pressewesen für eine bewusst gestellte oder erfundene Meldung.

## Etymologie
Im Krimkrieg (1853 bis 1856), der als erster moderner Krieg gelten kann, fand das Medium der Fotografie nur begrenzt Anwendung, da die Kameras noch schwer und unhandlich waren. Deshalb wurde vor allem das Lagerleben abgebildet.
Für die Londoner Times berichtete damals William Howard Russell, der mangels geeigneter Nachrichten die Geschichte vom „tatarischen Kurier“ erfand. Der Kurier habe die Botschaft von der Erstürmung Sewastopols bei sich getragen und sei abgefangen worden. Aus dieser erfundenen Meldung ging der Begriff der Tatarenmeldung hervor.

## Abgrenzung zu ähnlichen Begriffen
Eine Tatarenmeldung ist ihrem Wesen nach auch eine Zeitungsente, wobei dieser Begriff aber auch irrtümlich falsche Meldungen umfasst.
Im englischsprachigen Sprachraum (und zunehmend auch im deutschen) ist für eine derartige produzierte Falschmeldung darüber hinaus der Begriff „Fake News“ (engl. Fälschung, Schwindel) gebräuchlich. Allerdings findet der Begriff der Tatarenmeldung auch für Presseberichte Verwendung, die einen wahren Kern haben, in denen aber (einzelne) Fakten übertrieben oder manipulativ dargestellt werden. Ein Fake bezeichnet dagegen immer eine komplette Fälschung.